# Teoria del consumidor
La teoria del consumidor és la branca de la microeconomia, que estudia la conducta dels agents econòmics, en tant que consumidors i com assignen la seva renda a la compra de diferents béns i serveis.
La teoria relaciona les preferències i les restriccions pressupostàries a les corbes de demanda del consumidor. Les decisions dels consumidors serveixen per entendre com afecten les variacions de la renda i dels preus a la demanda de béns i perquè les demandes d'alguns productes són més sensibles que altres a les variacions dels preus i de la renda.

## Teoria neoclàssica del consumidor
És la teoria més comunament recollida als manuals de microeconomia. I entre els supòsits més forts hi ha:
1. Les preferències del consumidor es poden modelitzar com una funció d'utilitat U convexa i almenys dues vegades diferenciable.
2. Les funcions d'utilitat no varien en el procés de consum, això té l'efecte que el consumidor es comporta igual que si abans de consumir res no decidís com distribuir la renda disponible (en lloc d'ajustar adaptativament el consum a mesura que gasta la renda disponible).

D'acord amb aquests supòsits, atès un nivell de preus un consumidor perfectament racional consumirà quantitats de cada bé de manera que la utilitat total sigui la màxima possible compatible amb la renda disponible. És a dir, un consumidor racional consumiria quantitats de béns {\displaystyle (Q_{1}^{*},\dots ,Q_{n}^{*})} de tal manera es compleixi:

{\displaystyle U(Q_{1}^{*},\dots ,Q_{n}^{*})=\max _{(Q_{1},\dots ,Q_{n})\in {\mathcal {R}}}U(Q_{1},\dots ,Q_{n})}

On el conjunt es refereix al conjunt de valors als quals afecta la restricció pressupostària:

{\displaystyle {\mathcal {R}}=\{(Q_{1},\dots ,Q_{n})\in \mathbb {R} _{+}^{n}|\ P_{1}Q_{1}+\dots +P_{n}Q_{n}=Y_{d}\}}

On:
{\displaystyle (P_{1},\dots ,P_{n})\in \mathbb {R} _{+}^{n}} és el vector de preus (positius) dels n béns de leconomia.
{\displaystyle Y_{d}\,} és la renda disponible de l'individu per al consum.

### Conseqüències
- Els supòsits anteriors impliquen que hi ha una corba de demanda contínua per a cada consumidor.
- Els supòsits anteriors impliquen que no hi ha béns insubstituïbles, és a dir, que una disminució en el consum d'un bé pot ser compensada amb un consum més gran d'altres béns. Aquesta conseqüència ha estat criticada, argumentant que certs béns, com alguns aliments, són necessaris i no són intercanviables per una quantitat més gran d'oci per exemple.

## Teoria postkeynesiana del consumidor
La teoria del consumidor postkeynesiana difereix abruptament de l'anterior perquè admet que les preferències tenen una estructura lexicogràfica incompatible amb l'existència d'una funció d'utilitat escalar. Així, el consumidor dividiria els béns entre categories i preassignaria una part de la renda a cada categoria distribuint entre els béns de cada categoria posteriorment el pressupost. Hi ha una certa evidència empírica que els consumidors gasten els seus diners així. Les idees bàsiques provenen de Nicholas Georgescu-Roegen i Herbert Simon de l'escola behaviorista. Els principis bàsics, d'acord amb Marc Lavoie, són:
1. Racionalitat procedimental (Herbert Simon). El consumidor es regiria per regles o hàbits no compensadors.
2. Sacietat (Georgescu-Roegen). Més enllà d'un llindar finit, la necessitat queda satisfeta i consumir més unitats no augmenta la satisfacció o "utilitat".
3. Separació (Lancaster). El consumidor divideix els béns i necessitats en diverses categories, feblement relacionades (mesures a partir de les elasticitats -preu creuades).
4. Subordinació (Georgescu-Roegen). Les necessitats estan jerarquitzades i subordinades les unes a les altres.
5. Creixement (Georgescu-Roegen, Pasinetti). El temps i l'augment d‟ingressos permeten passar d'una necessitat a una altra de forma esglaonada.
6. Dependència (JK Galbraith). Les necessitats estan influïdes per la publicitat, les modes, la cultura i els amics.
7. Herència (Georgescu-Roegen). Les eleccions d'avui estan condicionades per les eleccions d'ahir. D'acord amb això, a mesura que millora o empitjora la renda d'un consumidor, les variacions de les quantitats consumides seran dependents de les del passat més que no pas decisions optimitzadores.

### Racionalitat procedimental
S'ha comprovat empíricament que la gran majoria de decisions dels consumidors són espontànies i es basen en rutines o procediments que no atenen més d'un o dos criteris. Els consumidors no examinen sistemàticament totes les opcions possibles, llevat de certs béns. Els procediments depenen molt més del costum previ que de l'anàlisi racional de totes les possibilitats. Aquest mitjà per decidir, anomenat racionalitat procedimental, proporciona un mitjà ràpid i senzill de prendre decisions, un procediment d'optimització rigorós entre totes les possibilitats podria ser inadequat. Per tant, podem dir que un consumidor amb informació limitada i coneixements limitats és racional en escollir mètodes procedimentals d'elecció, però aquest tipus de racionalitat no és la racionalitat optimitzadora que pressuposa la teoria neoclàssica.

### Sacietat o saturació
Més enllà de cert llindar finit consumit, una necessitat queda satisfeta i consumir més unitats associades a aquesta necessitat no aporta cap satisfacció addicional. Això implica matemàticament que a partir de cert valor finit de la quantitat consumida, la derivada de la utilitat marginal s'anul·la idènticament. Les conseqüències del principi han estat analitzades per Georgescu-Roegen.

### Separació
D'acord amb aquest principi introduït per Lancaster, el consumidor subdivideix les seves eleccions i necessitats en diverses categories, dèbilment relacionades les unes amb les altres. Això implica que els canvis en els índexs de preus d'un tipus de productes associats a determinades necessitats no afecta pràcticament les quantitats consumides d'altres categories, ja que les categories són bàsicament independents. Així difícilment una quantitat insuficient d'aliment pot ser compensada per una quantitat d'oferta cultural més gran, ja que probablement l'aliment i el desig d'oci pertanyen a categories diferents de desitjos i necessitats.
Aquest principi postkeynesià contrasta amb les hipòtesis típiques de la teoria neoclàssica, on qualsevol disminució en la quantitat proveïda per a una necessitat pot ser compensada per una quantitat superior d'un altre producte.

### Subordinació
Les necessitats són sovint jerarquitzades, subordinades les unes a les altres. Aquest principi s'associa sovint a la piràmide de necessitats d'Abraham Maslow. Segons el principi de subordinació, la distribució del pressupost no consisteix a maximitzar una utilitat entre béns disponibles, sinó que els béns situats en un nivell jeràrquic no són consumits tret que estiguin mínimament satisfetes les necessitats de béns dels nivells jeràrquics inferiors. Això pot implicar en alguns casos que l'ordre de preferències de combinacions de béns segueixi un ordre lexicogràfic. Si això succeeix aleshores la funció d'utilitat associada a la utilitat marginal ha d'estar representada per un vector cadascun dels components del qual estaria associada a un determinat nivell jeràrquic de necessitats.

### Creixement
Aquest principi tractat per Georgescu-Roegen i Pasinetti estableix que el temps i el creixement de la renda disponible per a un consumidor fan que les seves preferències evolucionin escalonadament i accedir a nivells de renda superiors fa que es considerin necessitats que prèviament no havien estat considerades.

### Dependència
El principi de dependència és el reconeixement que els gustos depenen de la publicitat, les modes, el grup social a què pertany l'agent econòmic, i no simplement uns gustos autònoms objectius. Aquest principi va ser assenyalat inicialment per John Kenneth Galbraith.

### Herència
El principi d'herència estableix que les actuals preferències d'un consumidor depenen de la seva història passada de consum. És a dir, les eleccions d'avui estan condicionades per ahir. Això fa que la dinàmica de consum al llarg del temps no depèn de maximitzar una funció d'utilitat objectiva i immutable, sinó que la nostra història d'eleccions passades pot ser més determinant en la configuració dels nostres gustos actuals. Això fa que les preferències dels agents econòmics siguin altament dependents de la història vital.

## L'equilibri del consumidor
El primer intent teòric encaminat a proporcionar una explicació vàlida de la formació de la demanda del consumidor és la teoria de la utilitat. El seu fonament bàsic es troba en el concepte d'utilitat, entesa com la capacitat d'un bé per satisfer una necessitat humana.
La utilitat té, doncs, un caràcter objectiu en tant que és una qualitat que resideix en els béns, i un caràcter subjectiu perquè en posseir cada individu gustos i apetències diferents, la utilitat que reporta un bé a diverses persones també és diferent.

La manera de mesurar les preferències d'una persona seria a través de les funcions d'utilitat. Si considerem un individu que es veu en la necessitat d'escollir entre una sèrie de béns disponibles (a, b, c, d,... z), podem definir una funció d'utilitat del tipus:

{\displaystyle U_{0}=f(a,b,c,....z)}

El resultat és l'índex d'utilitat que produeix una combinació o cistella determinada dels béns als quals s'enfronta el consumidor.

### Enfocament cardinalista
Des d'un enfocament cardinalista podem entendre que les combinacions de béns elegits reporten a l'individu una utilitat que pot ser mesurada i que atribueix el significat a la quantia de la diferència entre els valors numèrics que adopti l'índex d'utilitat.
Aquesta teoria és la més antiga, de les que estudien el comportament de l'economia domèstica, és important pel significat de la distinció que fa entre utilitat marginal i utilitat total.
La utilitat d'un bé varia a mesura que ho fa la quantitat consumida. S'anomena utilitat total a la proporcionada pel conjunt de les unitats consumides del bé considerat, és a dir, a la suma de les utilitats que reporten les diverses unitats consumides. La utilitat total es comporta de manera que va creixent a mesura que augmenta el consum d'un producte, fins a un punt màxim a partir del qual comença a disminuir. A partir de la utilitat total es defineix el concepte d'utilitat marginal com la variació (increment o disminució) de la utilitat total que resulta de la variació d'una unitat en el consum del bé en qüestió.
La utilitat marginal té caràcter decreixent per a tots els nivells de consum. En efecte, el valor que confereix qualsevol consumidor individual a les unitats successives d'un bé determinat disminuirà de manera sostinguda a mesura que augmenti el consum total d'aquest bé, i es mantindrà constant el consum de tots els altres béns.

Així amb una determinada renda i tenint en compte els preus, l'equilibri del consumidor es produeix quan es dona:

{\displaystyle {\frac {U'a}{pa}}={\frac {U'b}{pb}}={\frac {U'c}{pc}}}

El significat econòmic d'aquesta igualtat suposa que la utilitat addicional proporcionada per l'última unitat monetària invertida en la compra i el consum d'un bé determinat ha de ser igual per a tots els béns. En efecte, si això no es produís l'elecció hauria estat una altra.
La deducció de la corba de demanda a partir de la igualtat esmentada suposa que si el consumidor davant d'una pujada de preu roman en la mateixa combinació de béns que abans de la pujada quedarà fora de l'equilibri. El consumidor per assolir el seu nou equilibri haurà d'incrementar la utilitat marginal obtinguda d'aquest producte, fet que, atès el caràcter decreixent, suposa disminuir el consum del bé. Per tant, d'aquesta manera s'han obtingut dos punts de la corba de demanda d'aquesta persona per al bé A, la resta dels punts s'obtindrien amb la mateixa mecànica aplicada.

### El comportament del consumidor sota la perspectiva ordinalista

L'enfocament ordinal només dona importància a l'ordenació de les preferències. Des d'aquest punt de vista no cal que els individus assignin un valor numèric a les seves preferències. L'important és que una combinació de béns proporciona la mateixa utilitat o menys que una altra. Per això, el concepte d'utilitat apareix lligat a la visió cardinalista de les preferències. Segons aquest enfocament, la funció d'utilitat (U) no ha de representar necessàriament una magnitud ordinal o mesurable. És clar que al llarg del procés que s'exposa, el valor numèric d'U no s'ha utilitzat en absolut. Això és així perquè l'única cosa rellevant és que corbes d'indiferència que representen més nivells de satisfacció han de correspondre a valors més grans d'U. Però tota la teoria exposada seria igualment vàlida si els valors numèrics d'U1, U₂, i U₃ haguessin estat 2, 3 i 4 que si haguessin estat 4, 6 i 8 o 4, 9, i 16 respectivament. Això és així perquè l'única cosa important de la funció (1) és que és capaç d'ordenar les combinacions de béns adquiribles pel consumidor de manera que donin valors més alts per a les combinacions preferides a altres.
Aquest enfocament parteix d'un consumidor enfrontat a una sèrie de béns (X1, X₂. . . Xn) els preus dels quals vénen donats pel mercat (p1,p₂...pn) i que disposa d'una renda monetària (R) per adquirir-los. El problema que es planteja consisteix a determinar quines seran les quantitats demandades de cadascun dels béns, tenint en compte els preus que regeixen al mercat, de la seva renda i de les preferències subjectives que té per cadascun dels béns.
El paradigma d'aquest consumidor individual consistirà a suposar que actua de manera que, a través de les quantitats demandades dels n béns, maximitza el benestar o satisfacció de les seves necessitats individuals. Per això, caldrà, doncs, formular de manera explícita i operativa la funció de satisfacció o de preferències del consumidor per després aplicar-li la restricció que suposa la seva renda i determinar el seu procediment d'optimització de la seva conducta.

## Corbes d'indiferència
Les corbes d'indiferència són un dels models fonamentals del model cardinalista que l'escola neoclàssica utilitza per modelitzar el comportament prototípic d'un consumidor. Aquest model pot il·lustrar-se, en el cas més simple, considerant només dos béns (X i Y) cosa que permet recórrer a representacions gràfiques, en casos amb més béns es generalitza el model de dos béns, encara que moltes de les característiques del model de molts béns no es poden representar fàcilment en un gràfic bidimensional.
Suposem que els dos béns són desitjats pel consumidor de manera que a major quantitat posseïda d'un d'ells, mantenint-se constant l'altre, serà més gran la satisfacció. Suposem que el consumidor es troba amb una unitat del bé Y i tres del X. D'aquesta combinació dels dos béns, el consumidor obté una satisfacció determinada que ell reconeix. Noteu que en les teories ordinalistes aquest tipus de "compensacions" no són possibles, per la qual cosa en aquesta teoria en general no existirien corbes d'indiferència completes.
Si es redueix ara en una unitat la quantitat posseïda del bé X de manera que en tingui només dues unitats, això implicarà una disminució del seu grau de satisfacció només compensable mitjançant l'augment de la quantitat posseïda de l'altre bé (Y). Suposem que el consumidor mateix admet que si rebés a canvi d'aquesta unitat perduda de X, 0,5 unitats de Y es trobaria en la mateixa situació que abans. És a dir, la seva satisfacció seria la mateixa al punt B que al punt inicial (A). Reduïm en una altra unitat la quantitat posseïda del bé X –fins a una sola unitat-, i si el consumidor pensa que necessita a canvi 1,5 unitats del bé Y per compensar aquesta pèrdua, el punt C, representarà una altra combinació de béns que, pel consumidor significa la mateixa satisfacció que les representades pels punts A i B. Aquest procés es pot repetir tantes vegades com es vulgui de manera que, unint tots els punts que representen quantitats de béns la possessió dels quals implica la mateixa utilitat o satisfacció per al consumidor individual, podríem traçar el que s'anomena corba d'indiferència del mateix.

Una corba d'indiferència és, doncs, el lloc geomètric de les combinacions de béns posseïdes que representen la mateixa utilitat o satisfacció de les necessitats per al consumidor individual analitzat. Aquest procés es pot repetir per a combinacions inicials diferents de l'A i així es podria obtenir una família de corbes d'indiferència cadascuna de les quals uneix els punts que representen combinacions de X i Y que reporten la mateixa satisfacció o utilitat a l'individu. Formalitzant una mica el que s'ha exposat, la família de corbes d'indiferència pot venir representada per una funció de satisfacció o utilitat que es pot formular com:

(1){\displaystyle U=U(X,Y)}

On X i Y són les quantitats dels dos béns posseïdes per l'individu i U és un indicador del grau de satisfacció o utilitat aconseguit pel mateix. És evident que, d'acord amb l'expressió (), els punts d'una corba d'indiferència determinada compliran la propietat que U és constant i per això una corba d'indiferència genèrica es pot representar com a:

(2){\displaystyle U(X,Y)=K={\text{const.}}}

On K és una constant que indica el nivell de satisfacció assolit a qualsevol dels punts de la corba d'indiferència.

### Propietats de les corbes d´indiferència
- Cada corba d'indiferència és decreixent. Això és així perquè, com que els dos béns considerats són desitjats pel consumidor, si la quantitat posseïda d'un augmenta, l'única manera de mantenir constant el nivell de satisfacció serà disminuir la quantitat posseïda de l'altre.
- Dues corbes qualssevol d'indiferència no es poden tallar mai, és a dir, tenir un punt comú. Hi ha representades dues corbes d'indiferència cadascuna corresponent a un nivell diferent d'utilitat (U0 i U1). Suposem que les dues corbes es tallen al punt D. Aquest punt, per pertànyer a la corba d'indiferència U0 reportarà la mateixa satisfacció que el punt D´, però també la mateixa que el punt D´´ per pertànyer, també, a la corba d'indiferència de nivell U1. Però això és contradictori perquè la combinació representada pel punt D necessàriament ha de reportar més satisfacció al consumidor que la D perquè tenint totes dues la mateixa quantitat del bé X (OA), la representada per D té major quantitat del bé Y que la D´´. En conseqüència, la contradicció es deu al creuament de les dues corbes, que no és possible.
- Cada corba d'indiferència representa un nivell d'utilitat o satisfacció més gran com més allunyada es trobi de l'origen.
- Les corbes d'indiferència són convexes respecte de l'origen de coordenades. Això indica simplement que a mesura que va disminuint la quantitat posseïda d'un bé el consumidor el valora més en termes de l'altre i, per tant, exigeix quantitats més grans per rescabalar disminucions addicionals del bé que es va fent més escàs.
- Finalment, és clar que per cada punt del quadrant positiu X1 X₂ passa una i només una corba d'indiferència i, en conseqüència, tot el quadrant positiu es pot cobrir amb una família de corbes d'indiferència. Com que en el quadrant positiu representa totes les possibles combinacions dels béns X1 i X₂ que el consumidor pot posseir, és clar que la funció (1) representa la totalitat de les preferències de l'individu perquè valora qualsevol possible combinació accessible de béns.

Estem ja en possessió del primer terme del problema d'optimització de la conducta del consumidor individual, mitjançant la funció objectiu a maximitzar:

(3){\displaystyle U=U(X,Y)}

que serà creixent amb X i Y. Les diferents propietats de les corbes d'indiferència poden representar-se matemàticament a partir de l'expressió (3) de la forma següent {\displaystyle U'_{X}>0} i {\displaystyle U'_{Y}>0} . Aquesta expressió indica que la utilitat augmenta en augmentar la quantitat posseïda d'un qualsevol dels dos béns quan es manté constant la quantitat posseïda de l'altre.

{\displaystyle {\frac {dX}{dY}}=-{\frac {U'_{Y}}{U'_{X}}}<0}

Aquesta expressió indica que les corbes indiferents són decreixents.
UX Y < 0 i UY Y < 0
Sent UX = dU/dX i UX X = d2U/dx12
Aquestes expressions indiquen que, a mesura que es disposa de més quantitat d'un bé, els augments d'utilitat derivats de l'adquisició d'una unitat més són cada vegada menors. Com que UX és l'augment d'utilitat derivat de l'última unitat consumida de X, se l'anomena utilitat marginal del bé X de manera que l'expressió assenyalada a la lletra A significa que les utilitats marginals són positives.

### Representació de les restriccions econòmiques
Què és el que impedeix al consumidor individual obtenir un nivell de satisfacció de les seves necessitats tan alt com vulgui, és a dir, un valor d'U tan elevat com vulgui? Indubtablement el fet que els béns X i Y són escassos, tenen un preu, i la renda monetària de què disposa per adquirir-los està limitada. Si la renda del consumidor és r, és clar que la quantitat màxima que el consumidor pot adquirir dels béns és aquella que impliqui una despesa total igual a la renda. És a dir, el consumidor ha de sotmetre's al compliment de la restricció:

(4){\displaystyle P_{x}X+P_{y}Y=r}

El primer membre és la suma dels desemborsaments que cal fer per adquirir les quantitats X i Y dels béns X i Y (el producte del preu per la quantitat adquirida) i el segon membre és la seva renda disponible per a la despesa.
L'equació (2) representa la restricció pressupostària al problema de maximització de la utilitat o la satisfacció del consumidor i es coneix amb el nom de recta o equació de balanç o restricció pressupostària. La seva representació geomètrica al quadrant positiu XY serà una recta. Per a una renda monetària donada tal com, per exemple, la r0, l'equació (2) vindrà representada per la recta AA´les característiques geomètriques de les quals seran:
- Ordenades a l'origen: fent X nul a l'equació (2), que té com a interpretació econòmica el supòsit en què el subjecte dediqui tota la seva renda al producte X:

Y = r0/PY
- Abscises a l'origen: anul·lant Y a l'expressió (2), de manera anàloga significa aquella combinació del consumidor en què dedica tota la seva renda al producte Y:

X = r0/PX
Això indica que quan més gran sigui la renda, mantenint-se constants els preus dels béns, la recta de balanç estarà més allunyada de l'origen, i les variacions de la renda monetària (r) es reflectiran en desplaçaments paral·lels de la recta esmentada. En efecte, en variar els preus no s'alteren i, per tant, la inclinació de la recta continua sent la mateixa. Un increment de la renda de r0 a r1 produirà un desplaçament de la recta AA´ a la BB´. Mantenint-se constant la renda monetària un canvi en els preus que no sigui proporcional, canviarà la inclinació de la recta de balanç. Una disminució del preu de X de pX a p1B produirà un desplaçament de la recta de balanç d'AA a AB.

#### La resolució del problema del consumidor: l'equilibri
Tenim ara plantejat el problema del consumidor en els termes següents. Es tracta de maximitzar l‟expressió (1) sotmesa a la restricció (2). És un cas de màxim condicionat.
Els preus dels béns són una dada per al consumidor que acudeix al mercat i la seva renda està fixada, de manera que es troba determinada la recta de balanç que representem per la recta AA´. El problema és obtenir la combinació de béns que més satisfacció reporta al consumidor.
El consumidor pot adquirir les combinacions de béns representades per qualsevol dels punts de la recta AA. Si se situa en un punt F estarà sobre una corba d'indiferència d'índex U1, però aquesta combinació, encara que accessible o factible, no serà la que més utilitat li reporti. En efecte, si segueix baixant sobre la seva equació de balanç AA'' anirà accedint a combinacions situades en corbes d'indiferència més allunyades de l'origen i, per tant, assolint més nivells de satisfacció.
Això passa així fins al punt E, perquè si el consumidor passa en el seu camí descendent per la recta de balanç començarà de nou a trobar combinacions situades en corbes d'indiferència d'índex inferior. Per tant, el punt d'equilibri, de màxima satisfacció, és el punt E.

Aquesta situació d'equilibri es caracteritza perquè la corba d'indiferència i l'equació de balanç són tangents entre si, cosa que indica que les inclinacions geomètriques de totes dues al punt E són idèntiques. La inclinació de la recta de balanç hem indicat que era (-Px/Py), la inclinació de la corba d'indiferència serà:

{\displaystyle {\frac {dY}{dX}}=-{\frac {U'_{X}}{U'_{Y}}}}

o el que és el mateix:

{\displaystyle {\frac {U'_{X}}{P_{x}}}={\frac {U'_{Y}}{P_{y}}}(3)}

que és l'equació representativa de la condició d'equilibri o la màxima satisfacció del consumidor i que és coneguda com a llei d'igualtat de les utilitats marginals ponderades.
La interpretació econòmica de l'equació (3) és que quantificat a UX l'augment de la utilitat que reporta al consumidor l'adquisició de l'última unitat del bé X, és a dir, la seva utilitat marginal. El preu d'aquesta adquisició és pX. Per tant, el primer membre de (3) indica la utilitat que reporta al consumidor la despesa de pX euros a comprar l'última unitat del bé x1 dividit per aquest preu, és a dir: la utilitat que reporta al consumidor el darrer euro gastat a l'adquisició del bé X.
Per tant, l'equació (3) indica que les últimes unitats monetàries gastades en ambdós béns han de reportar la mateixa utilitat al consumidor; en cas contrari, no s'estaria en equilibri. En efecte, en cas que l'últim euro gastat en l'adquisició de l'X1 reportés més utilitat que la dedicada a Y, s'hauria de dedicar una part addicional de renda a l'adquisició de X a costa d'Y perquè això incrementaria la utilitat o la satisfacció total.